# Віллі Мюллер
Віллі Мюллер (нім. Willy Müller; 2 серпня 1874 — 12 листопада 1945) — німецький військовий ветеринар, доктор ветеринарії, генерал-майор ветеринарної служби вермахту (1 вересня 1940). Кавалер Німецького хреста в сріблі.

## Біографія
Учасник Першої світової війни. Під час Другої світової війни служив головним ветеринарним офіцером при головнокомандувача військами в генерал-губернаторстві, потім — головним ветеринаром військового округу генерал-губернаторства.

## Нагороди
- Медаль «За вислугу років» (Пруссія)
  - 3-го класу (9 років; 1903)
  - 1-го класу (15 років)
- Залізний хрест 2-го і 1-го класу
- Почесний хрест ветерана війни з мечами (1934)
- Хрест Воєнних заслуг 2-го і 1-го класу з мечами
- Німецький хрест в сріблі (17 листопада 1944)